# Rodolfo Vanoli
Rodolfo Vanoli (Gavirate, 11 gennaio 1963) è un allenatore di calcio ed ex calciatore italiano, di ruolo difensore.

## Carriera

### Giocatore
Fratello di Paolo Vanoli, anche lui calciatore. Cresciuto nel Varese, veste la maglia della Solbiatese nella stagione 1982-83 nel Campionato Interregionale e nella stagione successiva passa alla Pro Patria in Serie C2. Passa quindi al Lecce, che disputa il campionato di Serie B, nel dicembre 1983 e vi rimane fino alla fine della stagione 1988-89. L'esordio in Serie A avviene il 22 settembre 1985 nella partita che il Lecce disputa in casa con il Torino; nel massimo campionato, in quella stagione collezionerà 25 presenze. Segue quindi il Lecce in Serie B, contribuendo alla promozione nella massima serie dove farà quindi ritorno nel campionato 1988-89: 30 presenze con una rete in stagione.
Nella stagione 1989-90 passa all'Udinese in Serie A. A Udine rimarrà per altre due stagioni, e dove contribuirà al ritorno in Serie A per poi approdare alla Spal neopromossa in Serie B. Passa quindi al Saronno e al Como in Serie C1 per poi tornare alla Solbiatese nella stagione 1997-98 in Serie C2.
In carriera ha totalizzato complessivamente 54 presenze in Serie A e 153 presenze e 3 reti in Serie B.

### Allenatore

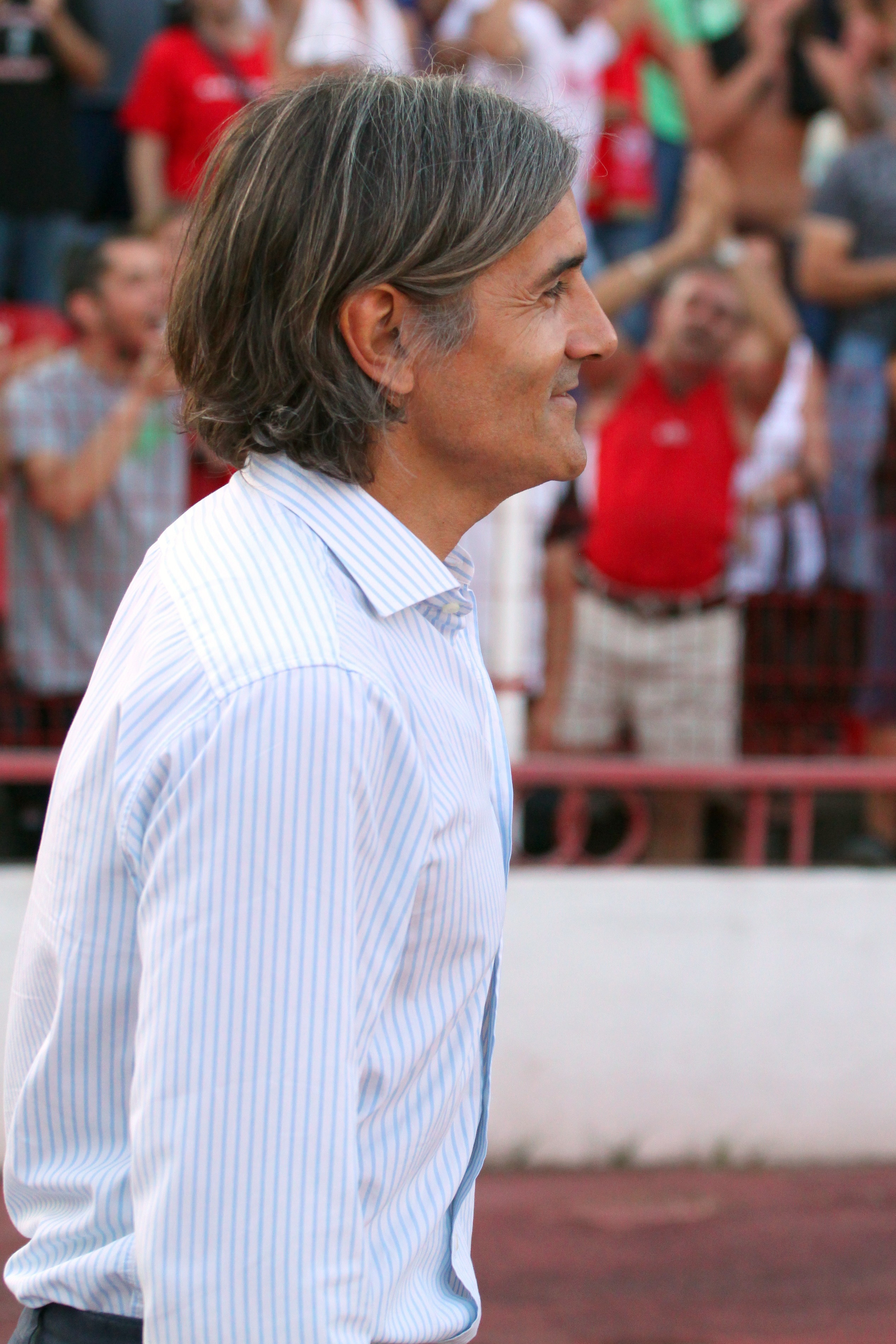
Vanoli nel 2012, direttore tecnico del CSKA Sofia.

Ha allenato nella Swiss Football League dal 2001 al 2004 il Mendrisio e successivamente è stato alla guida delle giovanili dell'Arezzo,per poi passare al Lugano nel dicembre 2005, chiamato a sostituire Paul Schönwetter ottenendo l'8º posto in Challenge League. Ha frequentato il corso master per allenatori professionisti di "Prima Categoria" tenutosi a Coverciano nel 2005-2006.
Nella stagione 2006-07 allena il Bellinzona da dove passa alla guida della squadra "Primavera" dell'Udinese e, dal gennaio 2010, la Colligiana militante in Lega Pro Seconda Divisione. Dopo essere stato per un breve periodo direttore tecnico del CSKA Sofia, dall'ottobre 2012 all'esonero dell'agosto 2014 ha allenato gli sloveni del Koper, ottenendo un secondo posto nella stagione 2013-2014, e la qualificazione ai preliminari di Europa League centrando il secondo turno. Torna sulla panchina slovena nell'aprile 2015 vincendo la Coppa Slovena e la Super Coppa e riconquistando nuovamente la qualificazione ai preliminari di Europa League.
Nella stagione 2015-2016 subentra ad aprile sulla panchina dell'Olimpia Lubiana portandola alla prima vittoria del campionato sloveno.
Nella stagione successiva viene esonerato a settembre, dopo 9 giornate.
Il 10 gennaio 2019 accetta la proposta del Bisceglie, militante di Serie C, subentrando ad Antonio Bruno.
Rinnova anche per la stagione successiva ma il 2 ottobre 2019 viene esonerato nonostante una posizione di classifica subito sopra la zona playout.
Il 17 febbraio 2021 torna ad allenare il Koper fino alla fine della stagione terminata la quale non viene confermato.
A marzo 2022 viene chiamato in Albania alla guida della Dinamo Tirana, in Kategoria Superiore per cercare una disperata salvezza che non gli riesce.
Nel marzo del 2023 subentra all’esonerato Luca Fusco e prende in mano le redini della Primavera della Salernitana, tentando la salvezza. Non riuscendo nell'impresa la Salernitana non rinnova il suo contratto.
Nell'ottobre 2024 accetta l'offerta del club georgiano del Samgurali Ts'q'alt'ubo fino al giugno 2025.

## Statistiche

### Statistiche da allenatore

#### Club
Statistiche aggiornate al 30 giugno 2025. In grassetto le competizioni vinte.
| Stagione               | Squadra                | Campionato             | Campionato | Campionato | Campionato | Campionato | Coppe nazionali | Coppe nazionali | Coppe nazionali | Coppe nazionali | Coppe nazionali | Coppe continentali | Coppe continentali | Coppe continentali | Coppe continentali | Coppe continentali | Altre coppe | Altre coppe | Altre coppe | Altre coppe | Altre coppe | Totale | Totale | Totale | Totale | % Vittorie | Piazzamento       |
| Stagione               | Squadra                | Comp                   | G          | V          | N          | P          | Comp            | G               | V               | N               | P               | Comp               | G                  | V                  | N                  | P                  | Comp        | G           | V           | N           | P           | G      | V      | N      | P      | %          | Piazzamento       |
| ---------------------- | ---------------------- | ---------------------- | ---------- | ---------- | ---------- | ---------- | --------------- | --------------- | --------------- | --------------- | --------------- | ------------------ | ------------------ | ------------------ | ------------------ | ------------------ | ----------- | ----------- | ----------- | ----------- | ----------- | ------ | ------ | ------ | ------ | ---------- | ----------------- |
| 2001-2002              | Mendrisio              | 1L                     | 30         | 12         | 5          | 13         | CS              | 2               | 1               | 0               | 1               | -                  | -                  | -                  | -                  | -                  | -           | -           | -           | -           | -           | 32     | 13     | 5      | 14     | 40,63      | 8º                |
| 2002-2003              | Mendrisio              | 1L                     | 30         | 13         | 9          | 8          | CS              | 2               | 1               | 0               | 1               | -                  | -                  | -                  | -                  | -                  | -           | -           | -           | -           | -           | 32     | 14     | 9      | 9      | 43,75      | 4º                |
| 2003-2004              | Mendrisio              | 1L                     | 30         | 14         | 7          | 9          | -               | -               | -               | -               | -               | -                  | -                  | -                  | -                  | -                  | -           | -           | -           | -           | -           | 30     | 14     | 7      | 9      | 46,67      | 6º                |
| Totale Mendrisio       | Totale Mendrisio       | Totale Mendrisio       | 90         | 39         | 21         | 30         |                 | 4               | 2               | 0               | 2               |                    | -                  | -                  | -                  | -                  |             | -           | -           | -           | -           | 94     | 41     | 21     | 32     | 43,62      |                   |
| sett.-dic. 2005        | Lugano                 | SL                     | 9          | 2          | 2          | 5          | CS              | 2               | 2               | 0               | 0               | -                  | -                  | -                  | -                  | -                  | -           | -           | -           | -           | -           | 11     | 4      | 2      | 5      | 36,36      | Sub., Eson.       |
| gen.-giu. 2010         | Colligiana             | 2D                     | 13+2       | 5          | 4+2        | 4          | CI-LP           | -               | -               | -               | -               | -                  | -                  | -                  | -                  | -                  | -           | -           | -           | -           | -           | 15     | 5      | 6      | 4      | 33,33      | Sub., 17º (retr.) |
| ott. 2012-2013         | Koper                  | 1.SNL                  | 24         | 9          | 10         | 5          | CS              | 2               | 1               | 0               | 1               | -                  | -                  | -                  | -                  | -                  | -           | -           | -           | -           | -           | 26     | 10     | 10     | 6      | 38,46      | Sub., 4º          |
| 2013-2014              | Koper                  | 1.SNL                  | 36         | 21         | 6          | 9          | CS              | 1               | 0               | 0               | 1               | -                  | -                  | -                  | -                  | -                  | -           | -           | -           | -           | -           | 37     | 21     | 6      | 10     | 56,76      | 2º                |
| 2014-2015              | Koper                  | 1.SNL                  | 16         | 5          | 2          | 9          | CS              | 3               | 2               | 1               | 0               | UEL                | 4                  | 3                  | 0                  | 1                  | -           | -           | -           | -           | -           | 23     | 10     | 3      | 10     | 43,48      | Eson., Sub., 8º   |
| lug.-ago. 2015         | Koper                  | 1.SNL                  | 8          | 2          | 2          | 4          | CS              | -               | -               | -               | -               | UEL                | 4                  | 2                  | 1                  | 1                  | SS          | 1           | 0           | 1           | 0           | 13     | 4      | 4      | 5      | 30,77      | Eson.             |
| apr.-giu. 2016         | Olimpia Lubiana        | 1.SNL                  | 6          | 4          | 0          | 2          | CS              | -               | -               | -               | -               | -                  | -                  | -                  | -                  | -                  | -           | -           | -           | -           | -           | 6      | 4      | 0      | 2      | 66,67      | Sub., 1º          |
| lug.-ago. 2016         | Olimpia Lubiana        | 1.SNL                  | 7          | 4          | 1          | 2          | CS              | -               | -               | -               | -               | UCL                | 2                  | 1                  | 0                  | 1                  | -           | -           | -           | -           | -           | 9      | 5      | 1      | 3      | 55,56      | Eson.             |
| Totale Olimpia Lubiana | Totale Olimpia Lubiana | Totale Olimpia Lubiana | 13         | 8          | 1          | 4          |                 | -               | -               | -               | -               |                    | 2                  | 1                  | 0                  | 1                  |             | -           | -           | -           | -           | 15     | 9      | 1      | 5      | 60,00      |                   |
| gen.-giu. 2019         | Bisceglie              | C                      | 17+4       | 4+2        | 5          | 8+2        | CI-C            | -               | -               | -               | -               | -                  | -                  | -                  | -                  | -                  | -           | -           | -           | -           | -           | 21     | 6      | 5      | 10     | 28,57      | Sub., 17º (retr.) |
| lug.-set. 2019         | Bisceglie              | C                      | 7          | 2          | 2          | 3          | CI-C            | 2               | 1               | 1               | 0               | -                  | -                  | -                  | -                  | -                  | -           | -           | -           | -           | -           | 9      | 3      | 3      | 3      | 33,33      | Eson.             |
| Totale Bisceglie       | Totale Bisceglie       | Totale Bisceglie       | 28         | 8          | 7          | 13         |                 | 2               | 1               | 1               | 0               |                    | -                  | -                  | -                  | -                  |             | -           | -           | -           | -           | 30     | 9      | 8      | 13     | 30,00      |                   |
| feb.-giu. 2021         | Koper                  | 1.SNL                  | 15+2       | 3+1        | 3          | 9+1        | CS              | 2               | 1               | 0               | 1               | -                  | -                  | -                  | -                  | -                  | -           | -           | -           | -           | -           | 19     | 5      | 3      | 11     | 26,32      | Sub., 9º          |
| Totale Koper           | Totale Koper           | Totale Koper           | 101        | 41         | 23         | 37         |                 | 8               | 4               | 1               | 3               |                    | 8                  | 5                  | 1                  | 2                  |             | 1           | 0           | 1           | 0           | 118    | 50     | 26     | 42     | 42,37      |                   |
| mar.-giu. 2022         | Dinamo Tirana          | KS                     | 10         | 1          | 3          | 6          | KeS             | -               | -               | -               | -               | -                  | -                  | -                  | -                  | -                  | -           | -           | -           | -           | -           | 10     | 1      | 3      | 6      | 10,00      | Sub., 9º (retr.)  |
| ott. 2024-2025         | Samgurali Ts'q'alt'ubo | EL                     | 20         | 7          | 7          | 6          | CG              | 0               | 0               | 0               | 0               | -                  | -                  | -                  | -                  | -                  | -           | -           | -           | -           | -           | 20     | 7      | 7      | 6      | 35,00      | Sub., 5°          |
| Totale carriera        | Totale carriera        | Totale carriera        | 286        | 111        | 70         | 105        |                 | 16              | 9               | 2               | 5               |                    | 10                 | 6                  | 1                  | 3                  |             | 1           | 0           | 1           | 0           | 313    | 126    | 74     | 113    | 40,26      |                   |

## Palmarès

### Calciatore

#### Competizioni nazionali
- Promozione in Serie A: 3

Lecce: 1984-1985, 1987-1988
Udinese: 1991-1992
- Coppa Italia Serie C: 1

Como: 1996-1997

### Allenatore
- Coppa di Slovenia: 1

Koper: 2014-2015
- Supercoppa di Slovenia: 1

Koper: 2015
- Campionato sloveno: 1

Olimpia Lubiana: 2015-2016